# نودشه
نودشه (بالفارسية: نودشه) هي منطقة سكنية تقع في إيران في Nowsud District. يقدر عدد سكانها بـ 3,548 نسمة .